# Недешелу
Недешелу (рум. Nădășelu) — село у повіті Клуж в Румунії. Входить до складу комуни Гирбеу.
Село розташоване на відстані 337 км на північний захід від Бухареста, 15 км на захід від Клуж-Напоки.

## Населення
За даними перепису населення 2002 року у селі проживала 351 особа.
Національний склад населення села:
| Національність | Кількість осіб | Відсоток |
| -------------- | -------------- | -------- |
| румуни         | 334            | 95,2%    |
| цигани         | 10             | 2,8%     |
| угорці         | 7              | 2,0%     |

Рідною мовою назвали:
| Мова      | Кількість осіб | Відсоток |
| --------- | -------------- | -------- |
| румунська | 334            | 95,2%    |
| циганська | 10             | 2,8%     |
| угорська  | 7              | 2,0%     |